# 當島茂登
當島 茂登（とうしま しげと、1951年 - ）は、日本の教育学者。鎌倉女子大学児童学部児童学科教授。
文部科学省特殊教育教科調査員、神奈川県教育委員会かながわ人づくりフォーラム運営推進委員、司法試験受験特別措置検討委員会委員、相模原市療育相談員、神奈川県教育委員会県立学校における第三者評価専門評価委員などを歴任。

## 略歴
- 横浜国立大学大学院 教育学研究科 修了

## 単著・論文
- 『特別支援教育ハンドブック』（共著）第一法規（平成17年）
- 『特別支援教育に向けた新たな肢体不自由教育実践講座』（共著）ジアース教育新社（平成17年）
- 『現場に役立つ特別支援教育ハンドブック』（共著）日本文化科学社（平成17年）
- 『肢体不自由のある子どもの自立活動ガイドブック』（共著）全国心身障害児福祉財団（平成19年）
- 『障害の重い子どもの授業づくり』（共著）ジアース教育新社（平成20年）
- 『特別支援教育と発達障害のある子どもへの支援』（共著）日本児童学会（平成21年）
- 『『はげみ』改定学習指導要領』（共著）日本肢体不自由協会（平成21年）

　など多数。

## 関係項目
- 家政学／障害児教育
- 鎌倉女子大学